# Підвид
Підвид (subspecies) — географічно або екологічно відокремлена частина виду, особини якої під впливом факторів середовища набули стійких особливостей, що відрізняють їх від інших частин цього виду. В латинських назвах позначається скороченням «subsp.» або «ssp.»
В природі особини з різних підвидів звичайно можуть вільно схрещуватися. Підвиди в рамках виду звичайно розрізняються за морфологічними ознаками. Підвид не може бути визначений без визначення виду чи окремо від нього.
Інакше: Підвид — нижча, дрібніша одиниця в системі класифікації тваринного та рослинного світу, що об'єднує тварин або рослини, які мають однакові ознаки, і входить до складу вищої, крупнішої одиниці — виду.
|  |  |

Наприклад, деякі герпетологи вважають гадюку Нікольського (на фото ліворуч), поширену в Румунії, Молдові, Україні та Росії, підвидом звичайної гадюки (праворуч).